# Pesa 120Na

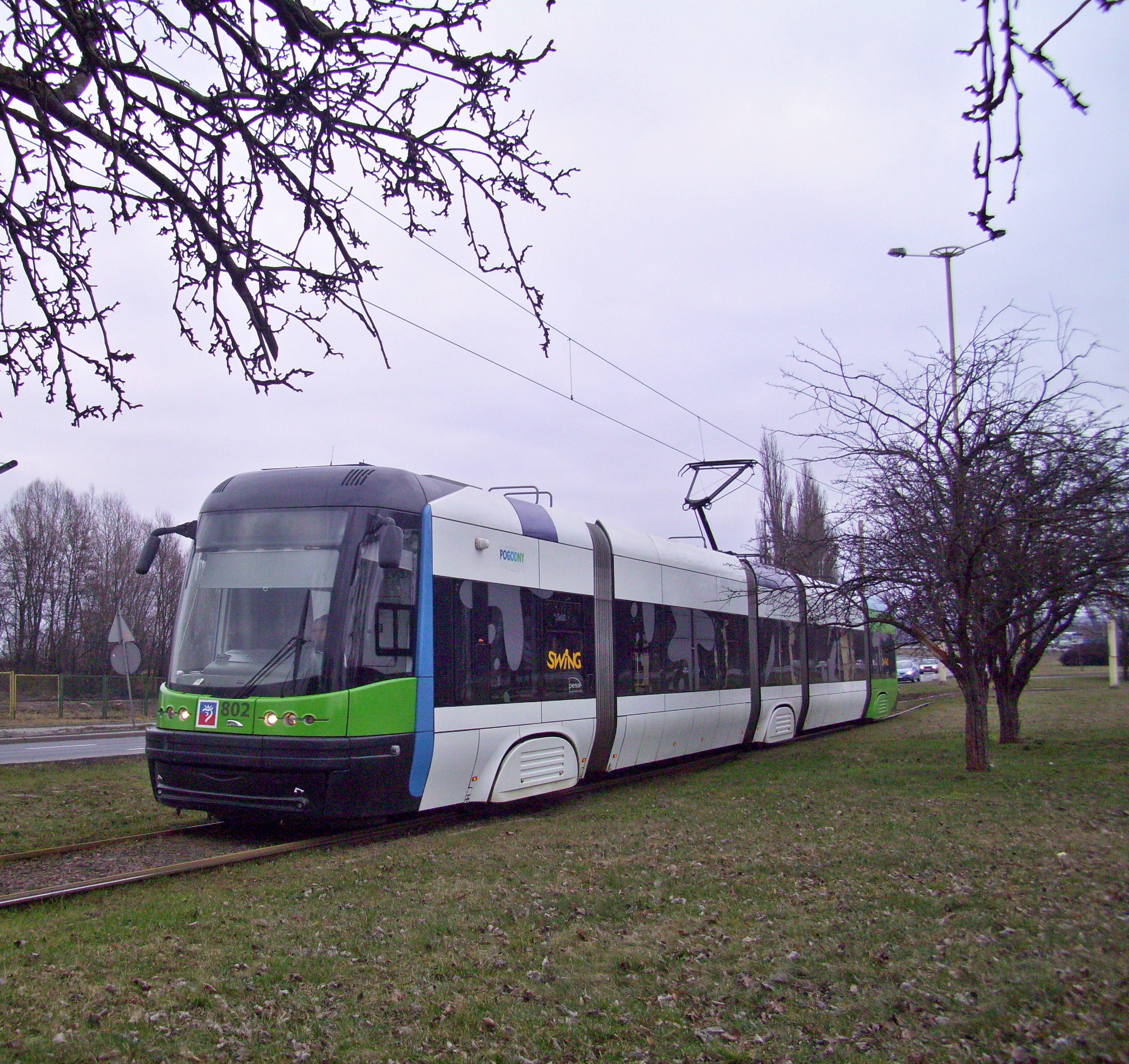
A 802 pályaszámú PESA 120Na villamos Szczecinben

A PESA 120Na SWING egy 100%-ban alacsony padlós, ötszekciós villamos, melyet a lengyelországi PESA vállalat gyárt Bydgoszczban. A PESA 120N típuson alapul.
A varsói Tramwaje Warszawskie közlekedési vállalat 186 darabot vásárolt a típusból. A villamosok szállítása 2010 nyarán kezdődött, 2012-re pedig eléri a 100-at az átadott mennyiség, az összes megrendelt példány pedig 2013-ra állt üzembe.
Szeged a 120Na altípusával, a PESA 120Nb típusú villamosokkal frissítette villamosflottáját, az első jármű 2011. szeptember 30-án, a második 2012. január 31-én, a harmadik 2012. február 6-án, az utolsó pedig 2012. május 23-án érkezett meg.

## Történetük
- 2009. május 29.: Varsó 186 db-ot rendel a Pesa 120Na típusból, szerződés aláírása.
- 2009. szeptember 9.: Gdańsk 35 db-ot rendel a Pesa 120Na típusból, szerződés aláírása.
- 2009. október 22.: Szeged 9 db-ot rendel a Pesa 120Nb típusból, szerződés aláírása.
- 2010. július 22.: Szczecin 6 db-ot rendel a Pesa 120Na típusból, szerződés aláírása.
- 2011. március 12.: Szczecin 6 db-os rendelése leszállításra került.
- 2011. március 22.: Bydgoszcz 14 db-ot rendel a Pesa 122Na típusból, szerződés aláírása.
- 2012. május 23.: Szeged 9 db-os rendelését leszállították.
- 2012. augusztus 8.: Varsó leszállították az első kétirányú verziót .

## Előfordulási helyük
| Ország        | Város        | Üzemeltető cég               | Típus    | Nyomtáv   | Beszerzés éve | Mennyiség |
| ------------- | ------------ | ---------------------------- | -------- | --------- | ------------- | --------- |
| Lengyelország | Varsó        | Tramwaje Warszawskie         | 120Na    | 1435 mm   | 2010–2013     | 180       |
| Lengyelország | Varsó        | Tramwaje Warszawskie         | 120NaDuo | 1435 mm   | 2012          | 6         |
| Lengyelország | Gdańsk       | ZKM Gdańsk                   | 120NaG   | 1435 mm   | 2010–2011     | 35        |
| Lengyelország | Szczecin     | Tramwaje Szczecińskie        | 120NaS   | 1435 mm   | 2010–2011     | 6         |
| Lengyelország | Szczecin     | Tramwaje Szczecińskie        | 120NaS2  | 1435 mm   | 2013–2014     | 22        |
| Lengyelország | Bydgoszcz    | MZK Bydgoszcz                | 122Na    | 1000 mm   | 2014–2015     | 0/12      |
| Lengyelország | Toruń        |                              | 121NbT   | 1000 mm   | 2015          | 1/6       |
| Lengyelország | Toruń        | 122NbT                       | 1000 mm  | 2014–2015 | 6             |           |
| Lengyelország | Łódź         | MPK-Łódź                     | 122NaL   | 1000 mm   | 2015          | 22        |
| Magyarország  | Szeged       | Szegedi Közlekedési Társaság | 120Nb    | 1435 mm   | 2011–2012     | 9         |
| Románia       | Kolozsvár    | RATUC                        | 120NaR   | 1435 mm   | 2012          | 4         |
| Oroszország   | Kalinyingrád |                              | 121NaK   | 1000 mm   | 2012          | 1         |
| Bulgária      | Szófia       | CGM                          | 122NaSF  | 1009 mm   | 2013–2014     | 25        |
| Összesen      | Összesen     | Összesen                     | Összesen | Összesen  | Összesen      | 294/40    |

## Galéria

PESA 120Na SWING (Gdańsk-i verzió)
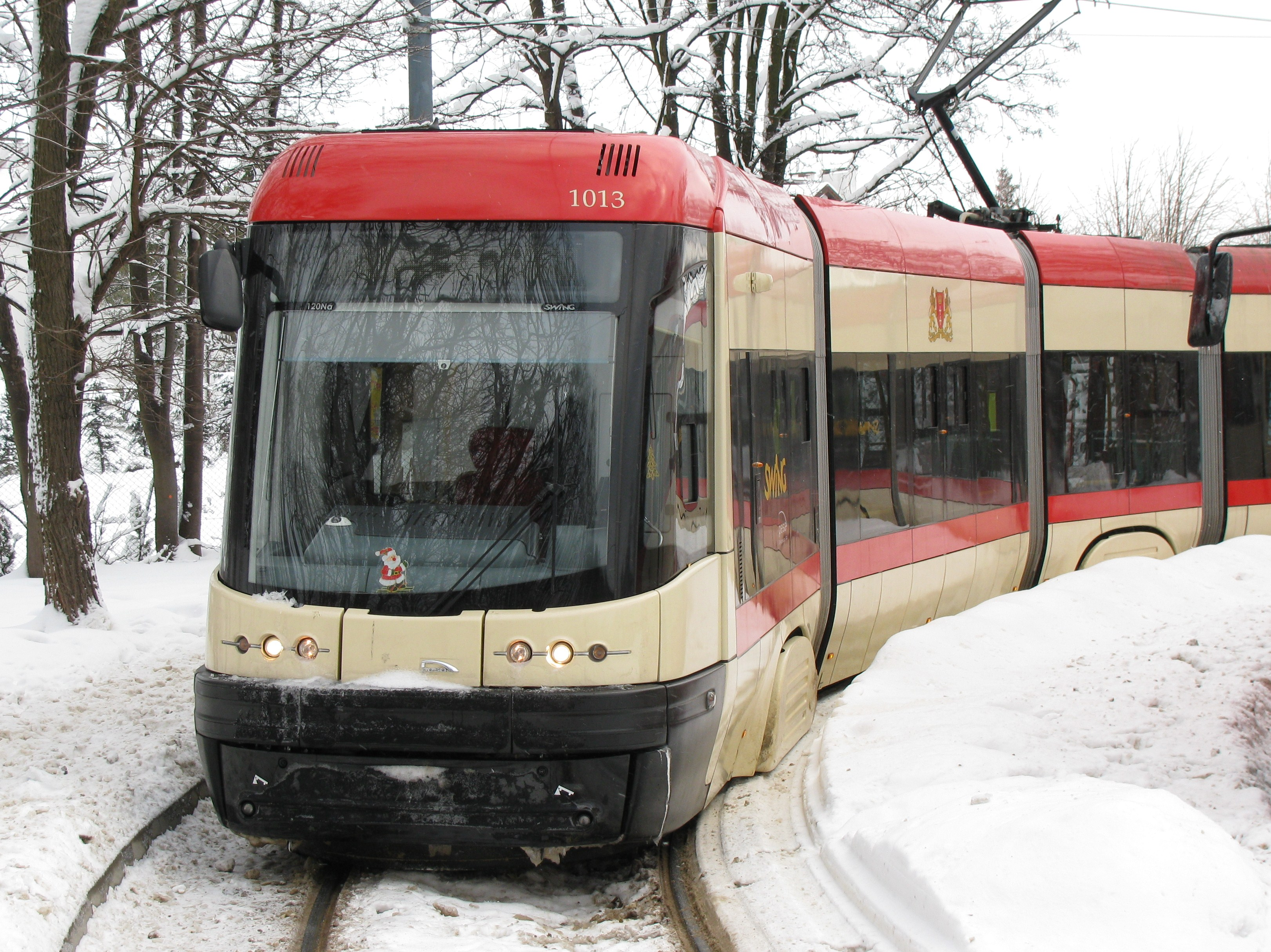
A jármű eleje
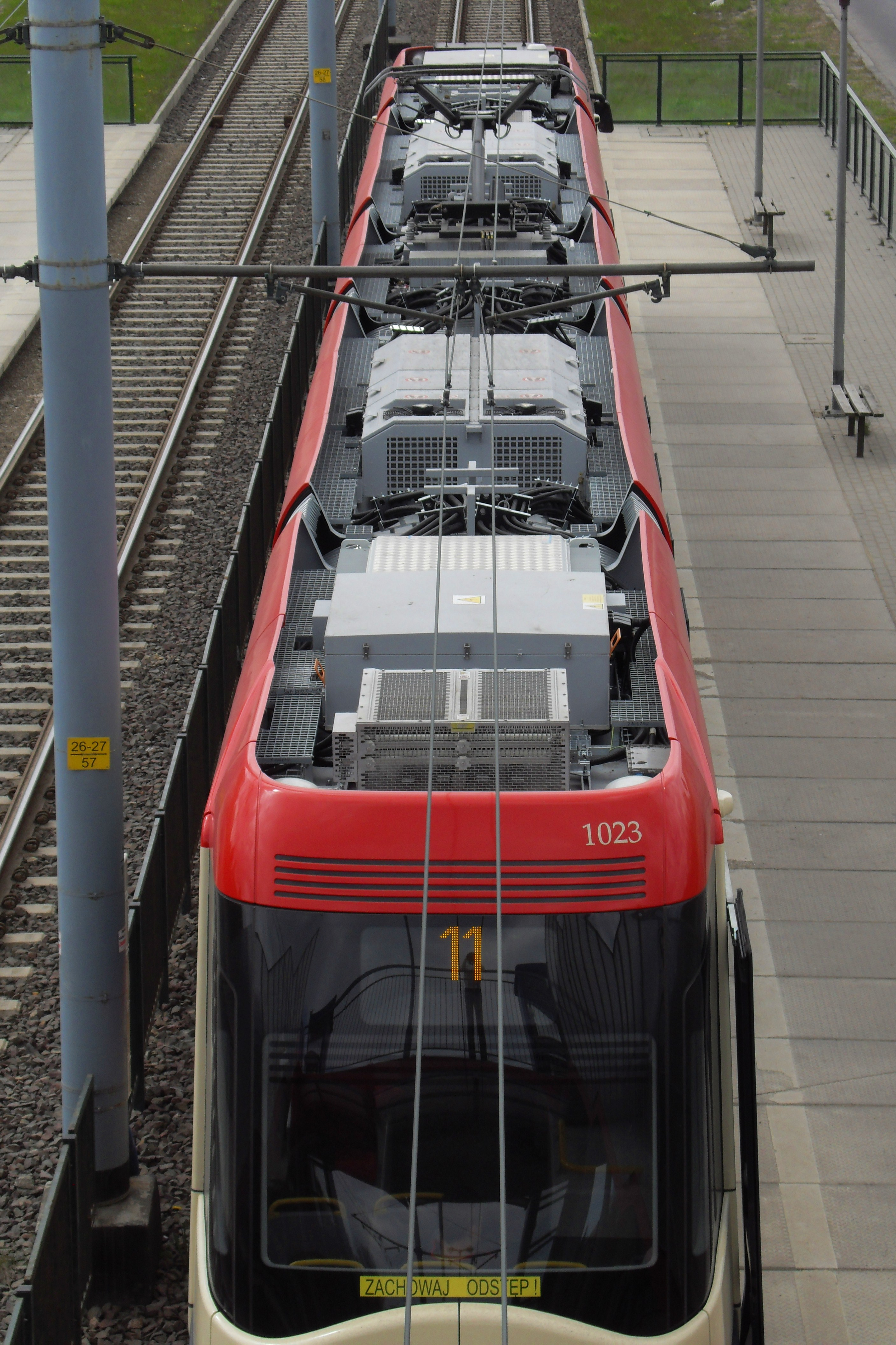
Felülről
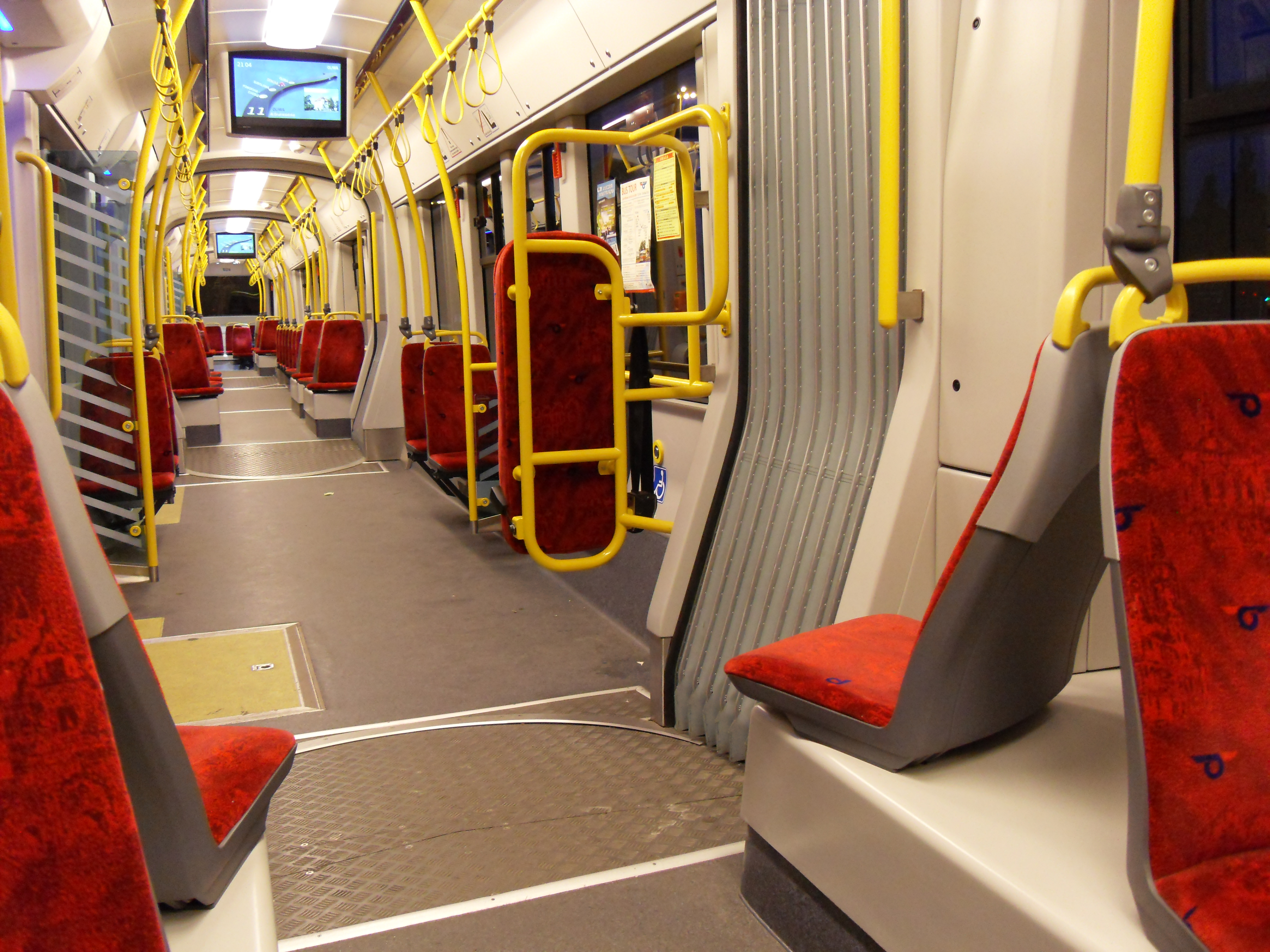
Belső tér
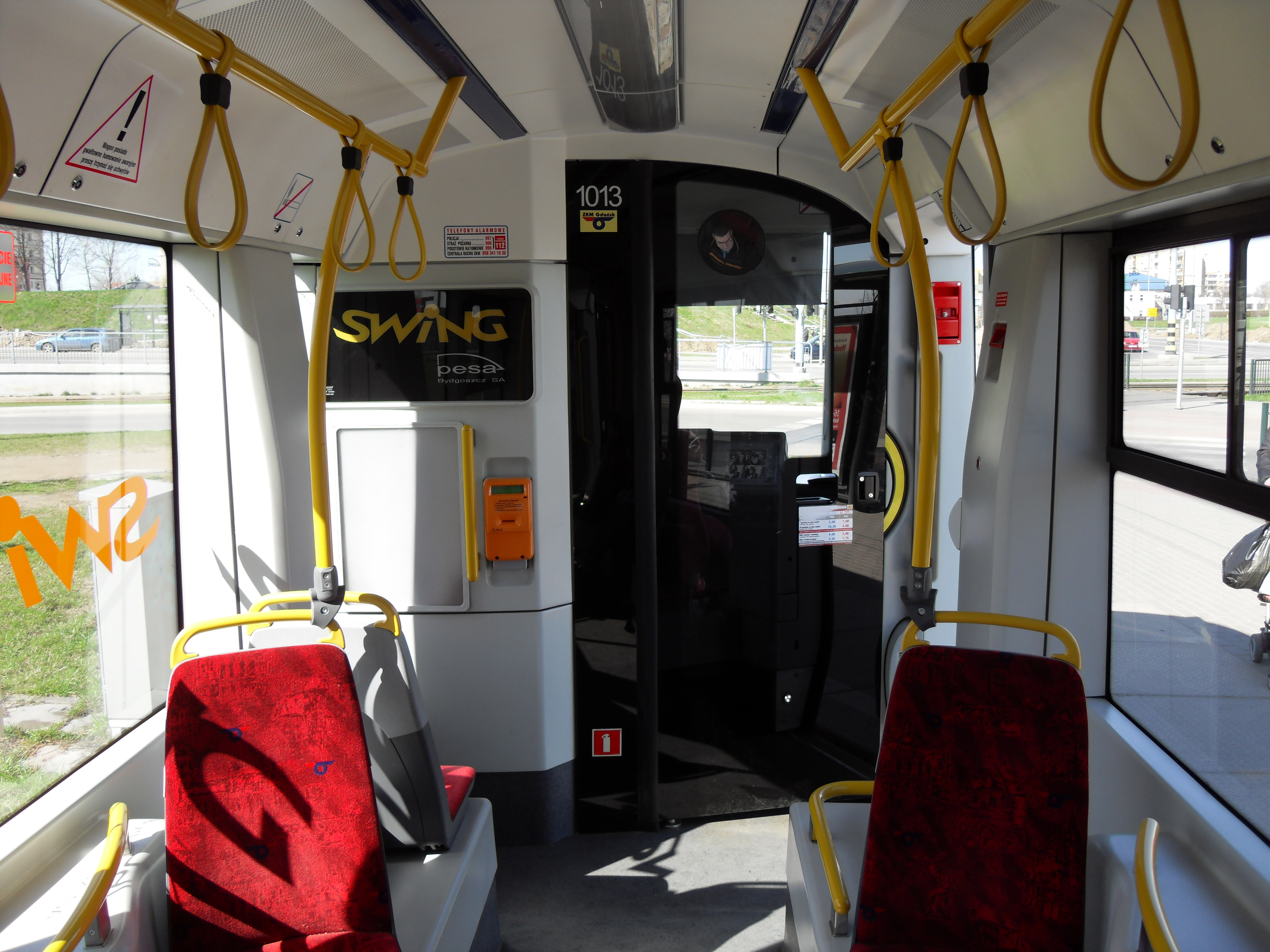
Vezetőfülke
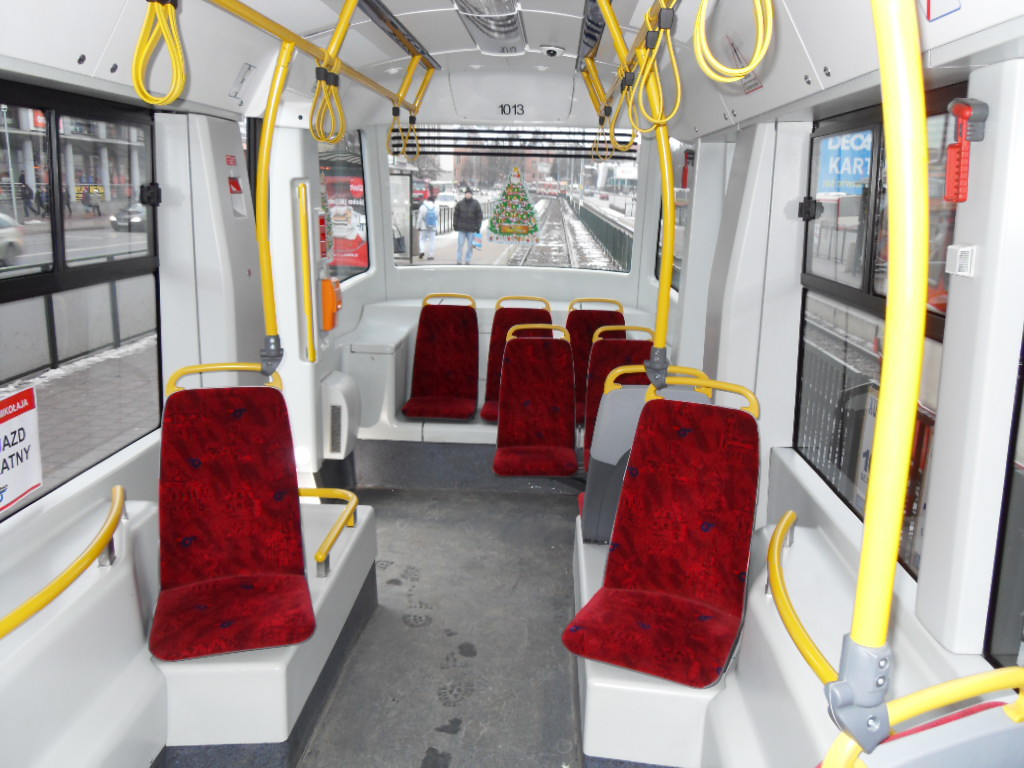
Belső tér – hátranézet
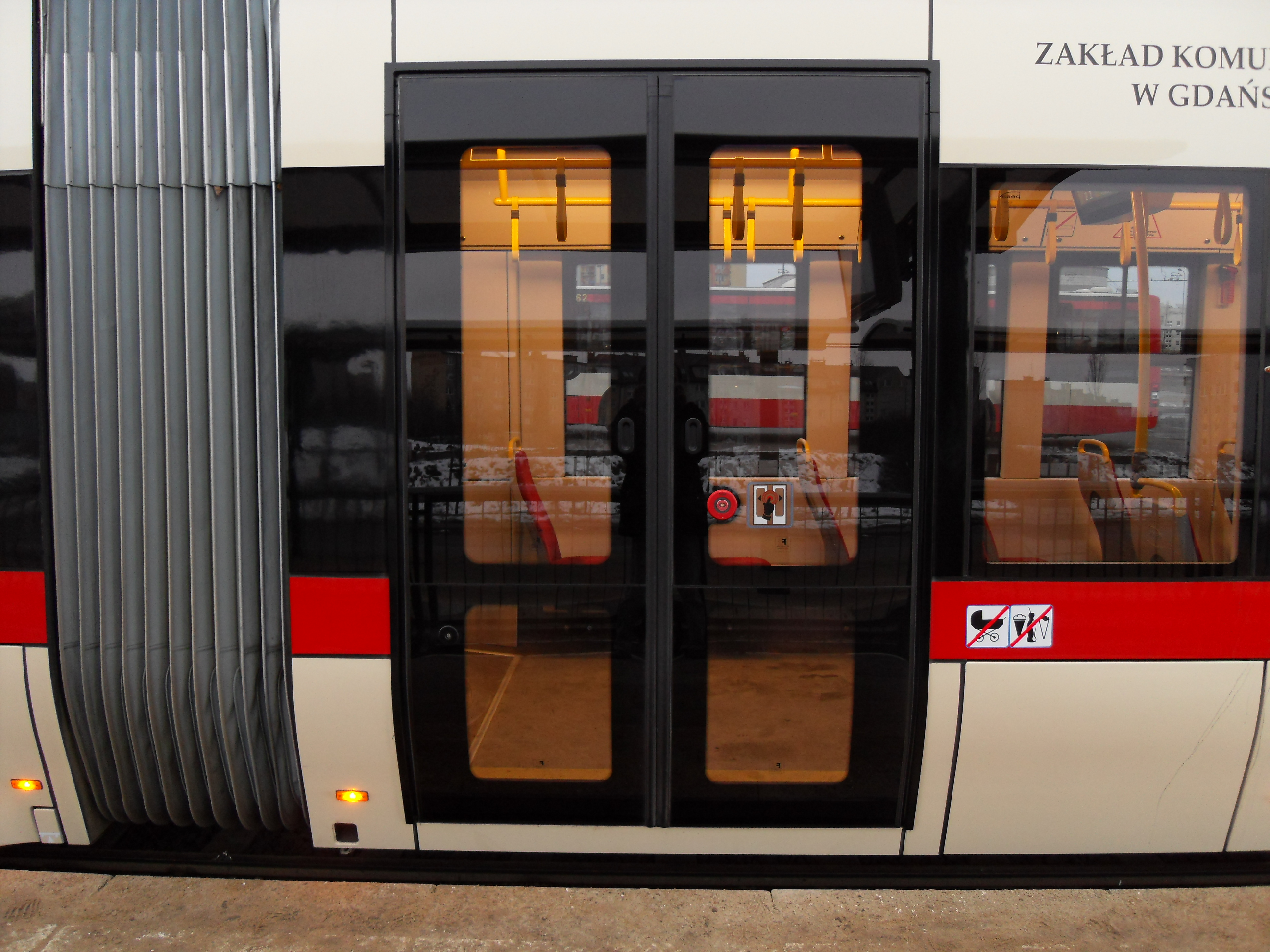
Az ajtó kívülről

PESA 120Na SWING (Szczecin-i verzió)
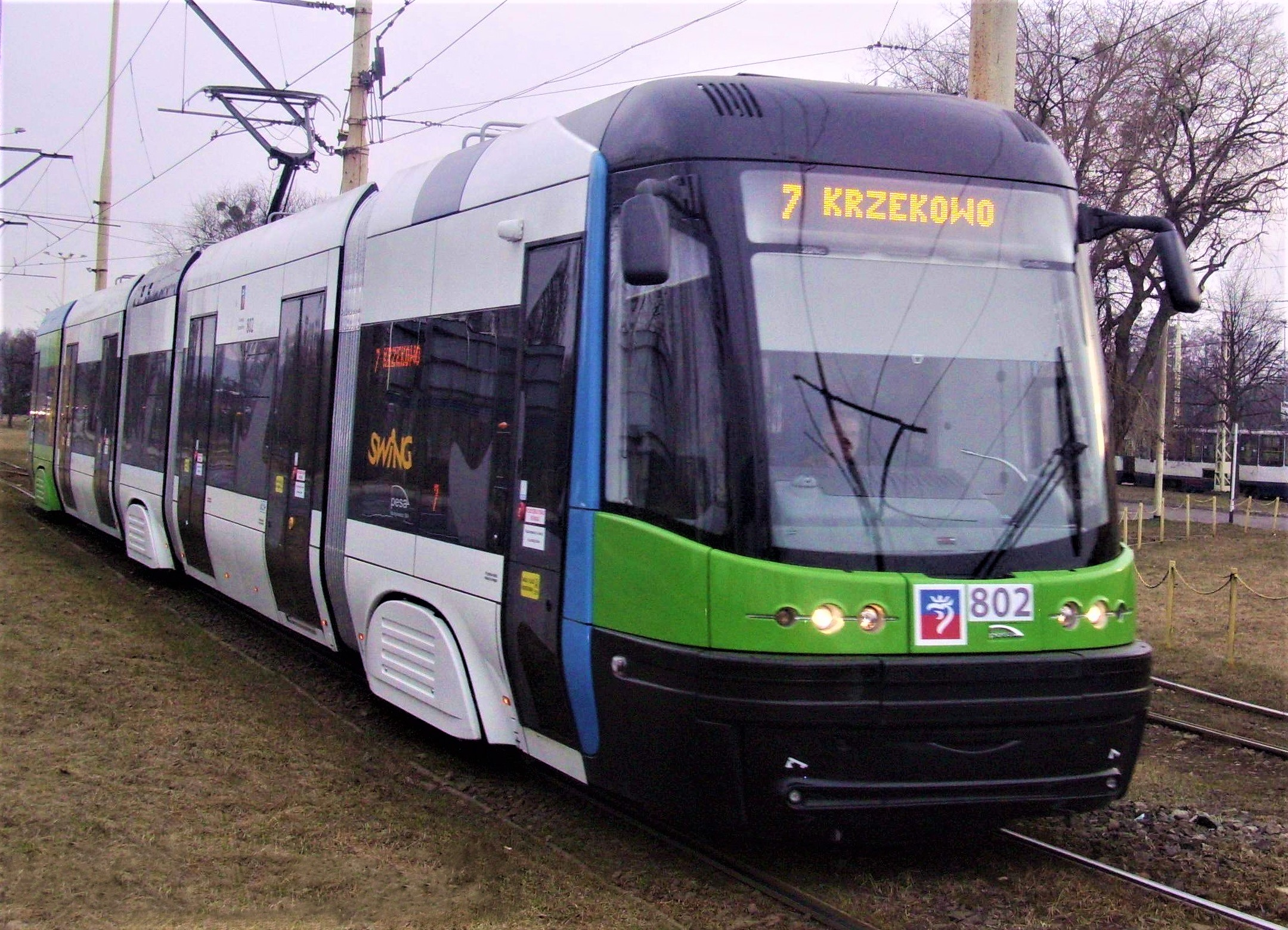
PESA 120Na #802 a szczecini 7-es vonalon
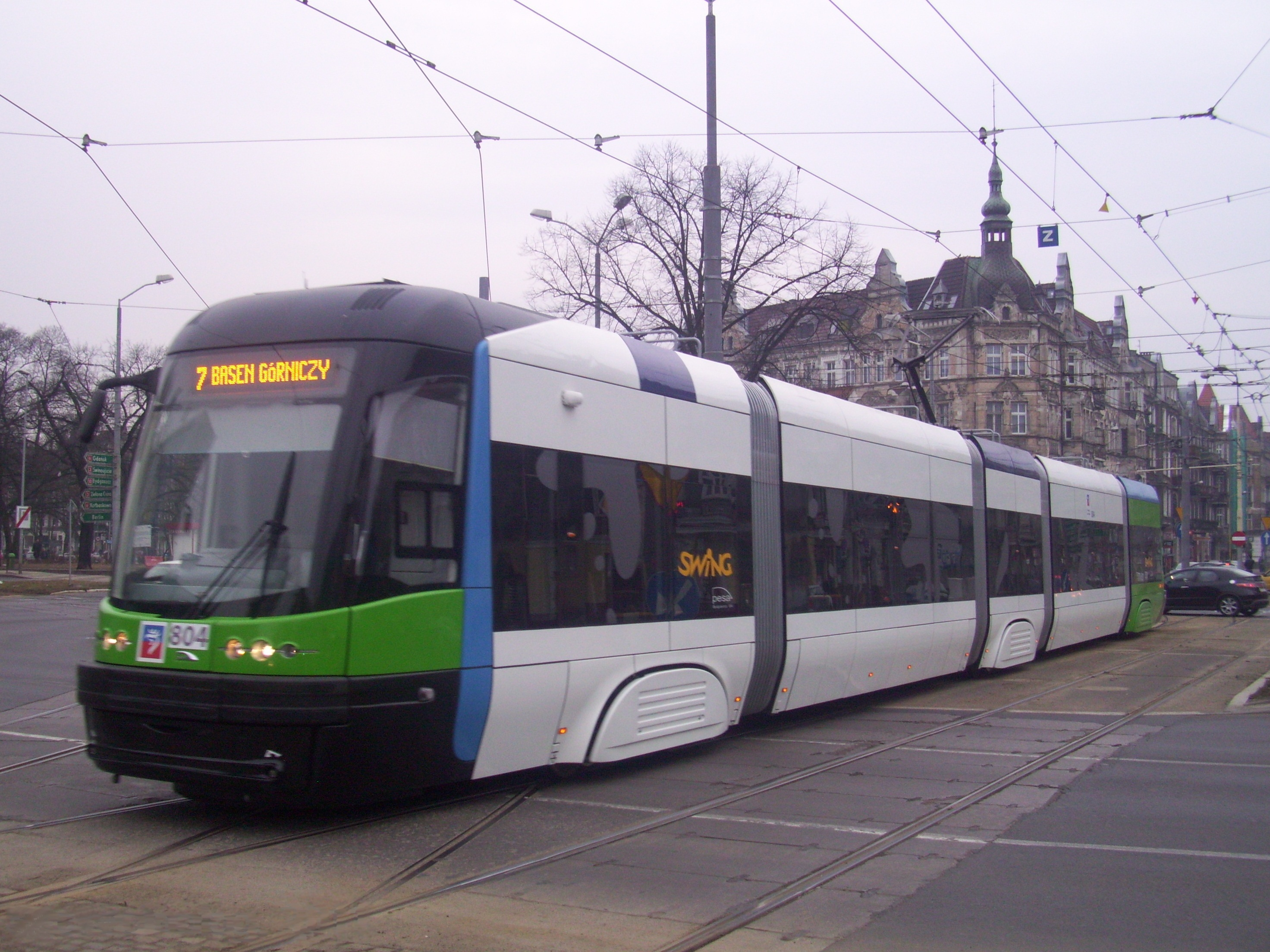
PESA 120Na #804 a szczecini 7-es vonalon
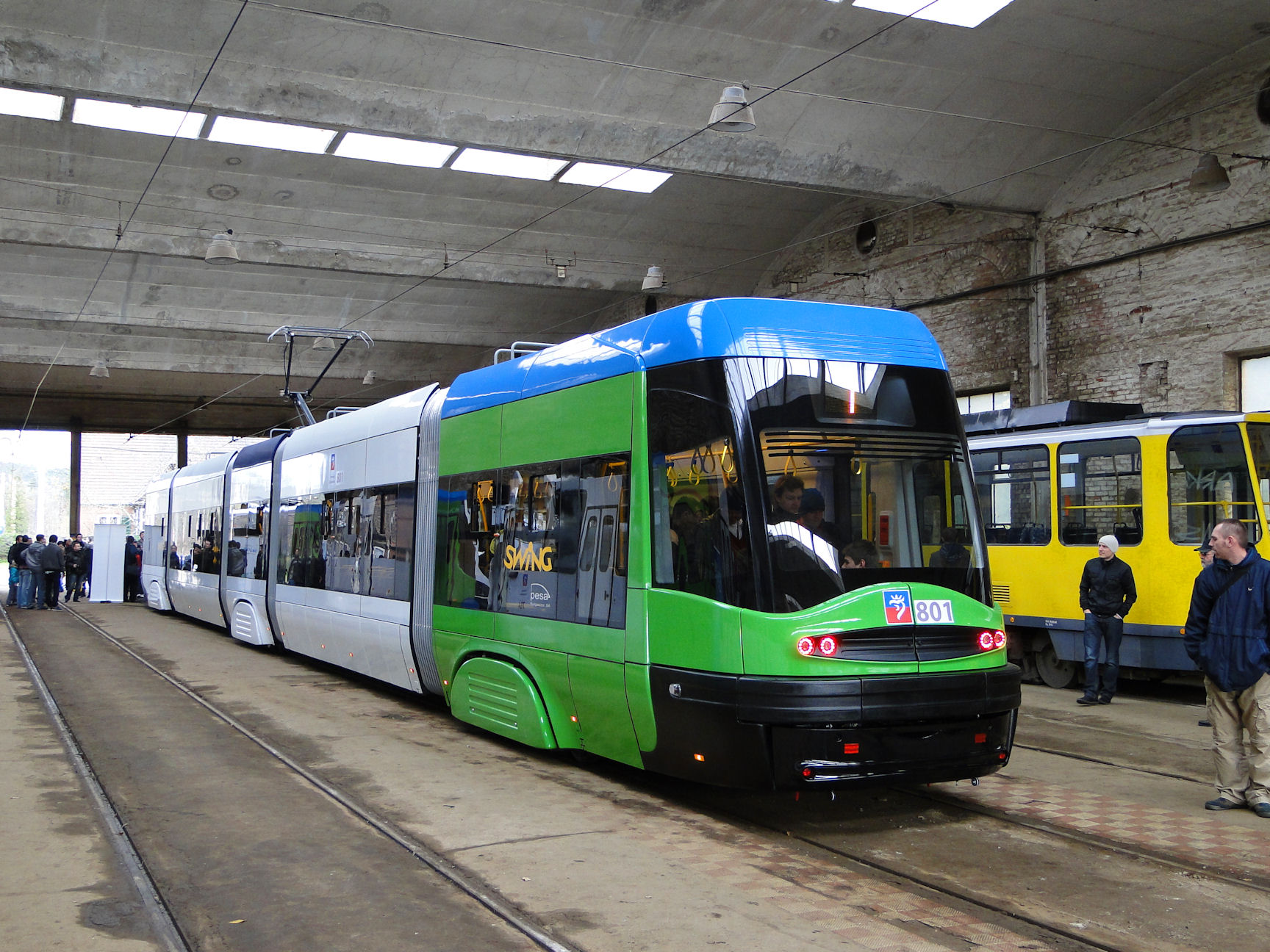
Hátulról
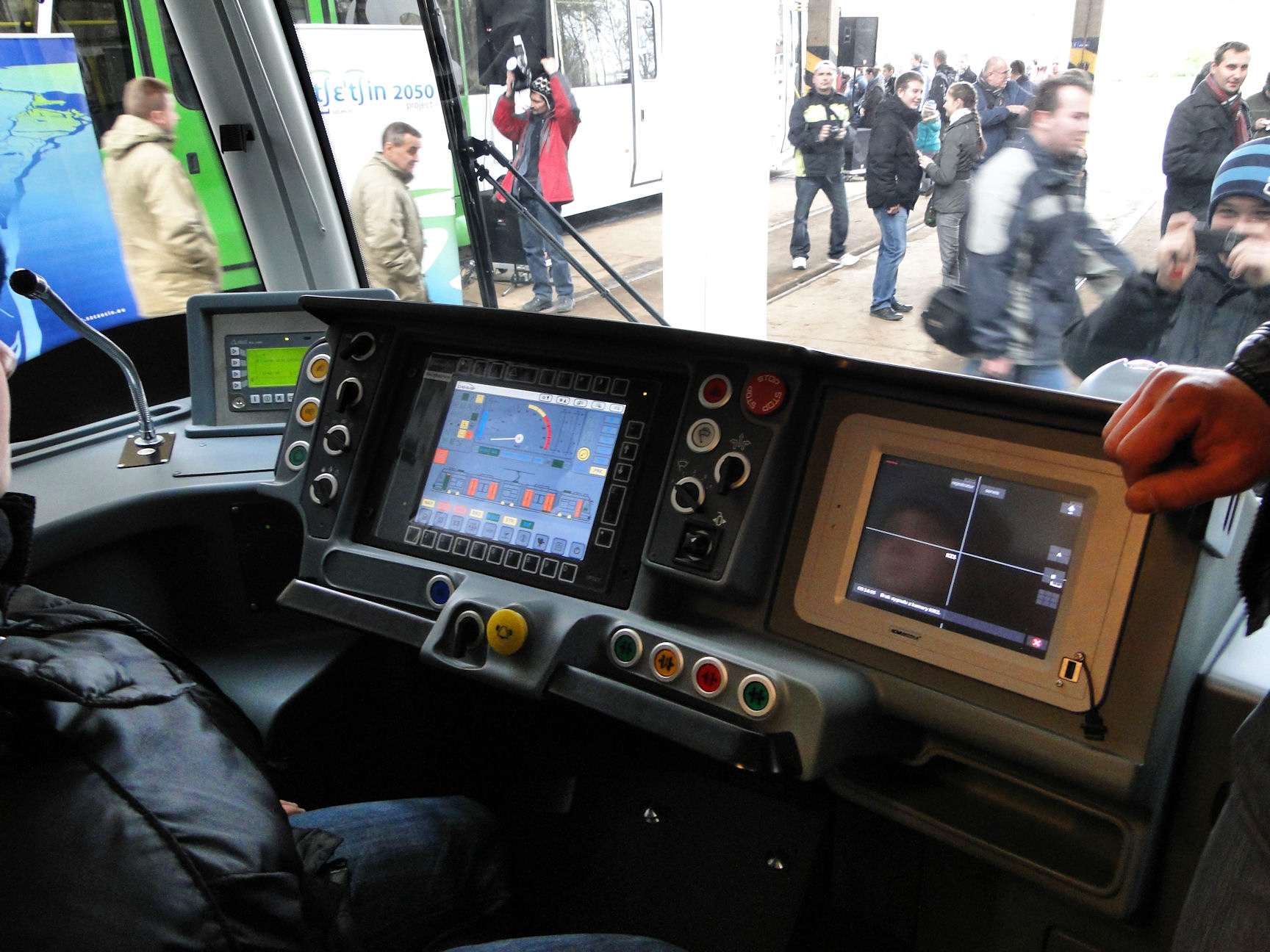
Vezetőfülke
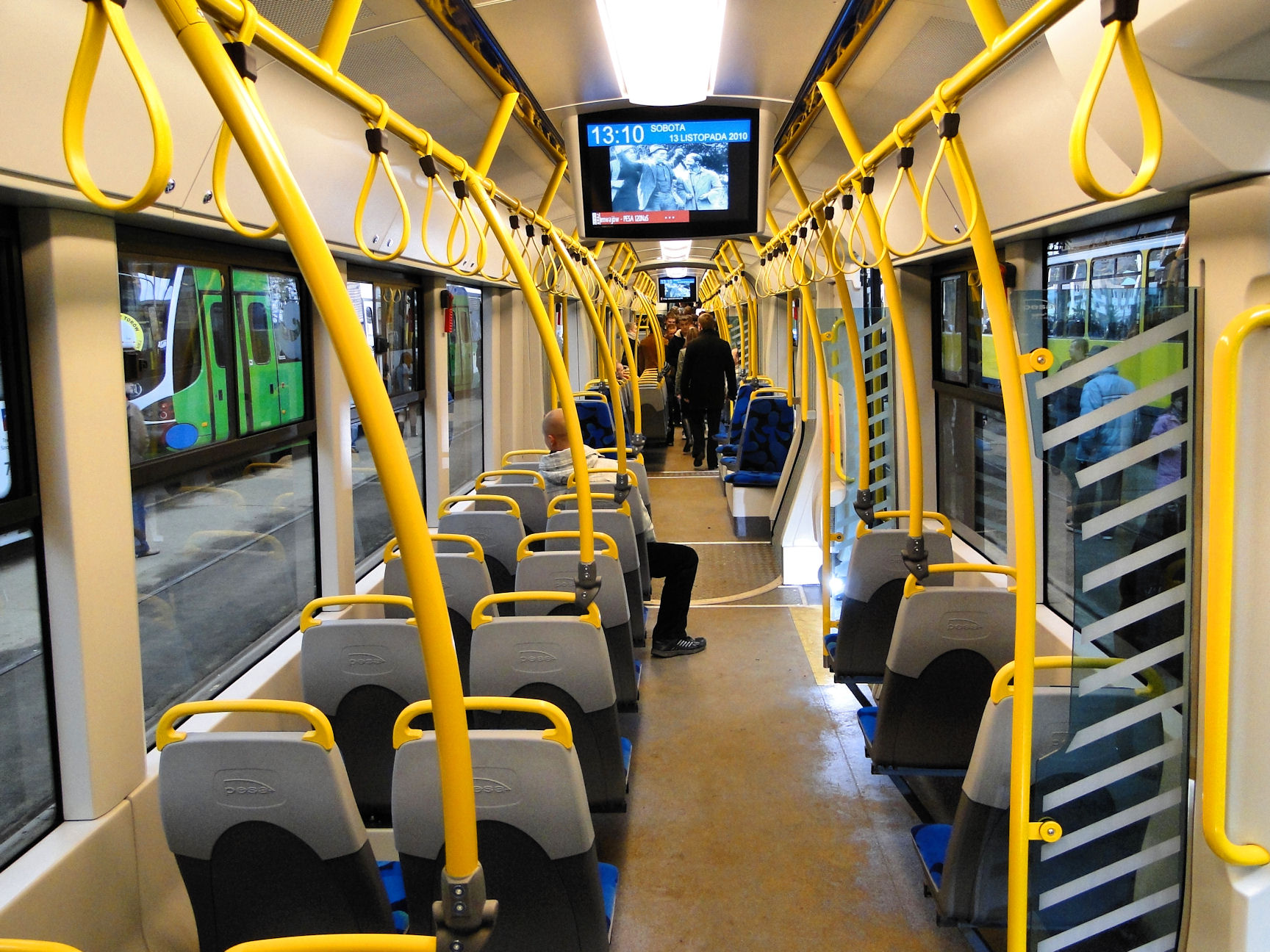
Belső tér
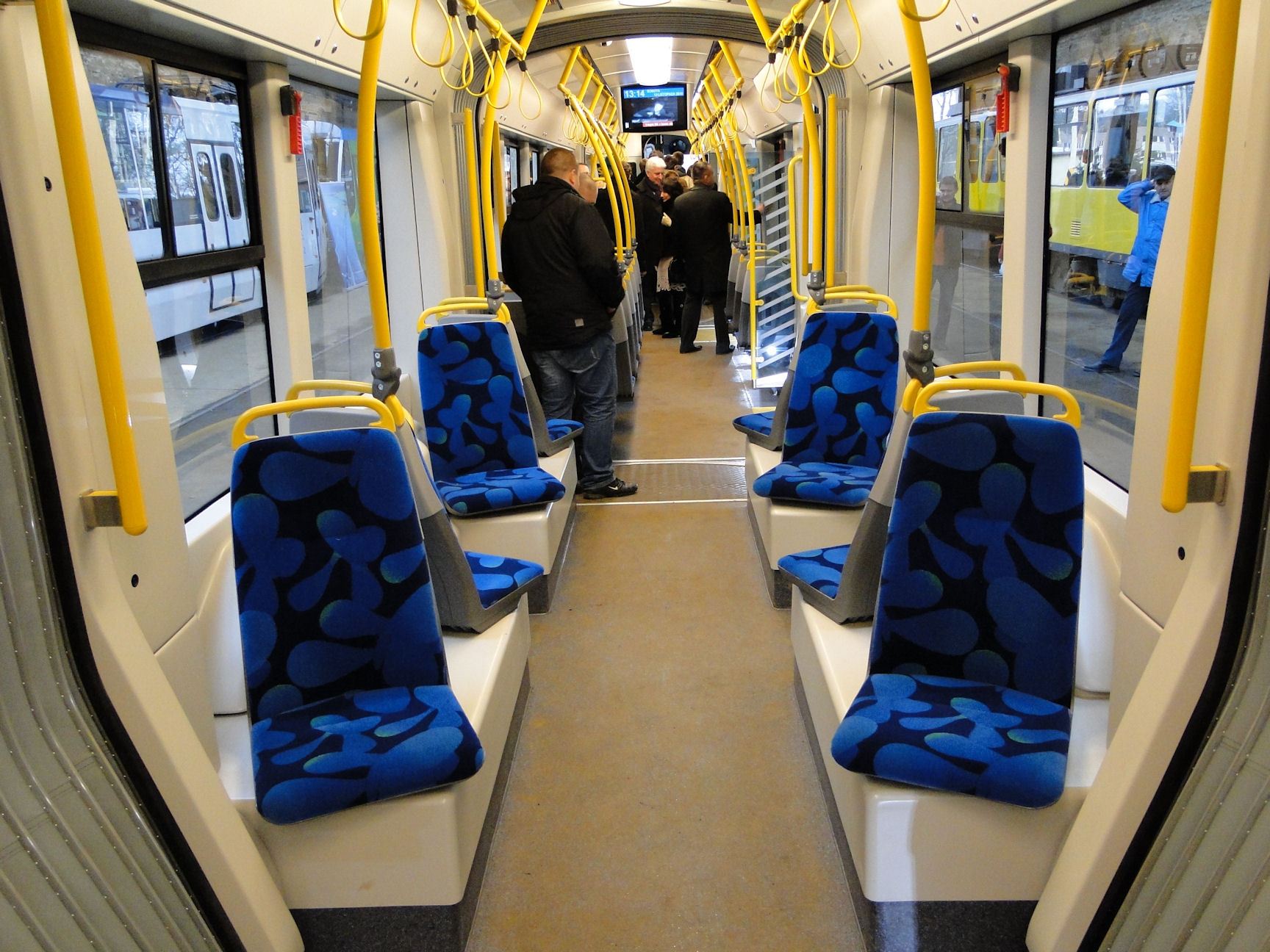
Belső tér (feltűnő az ülések átlós elhelyezése)